# Paradoxornis fulvifrons
Paradoxornis fulvifrons é uma espécie de ave da família Sylviidae.
Pode ser encontrada nos seguintes países: Butão, China, Índia, Myanmar e Nepal.
Os seus habitats naturais são: florestas temperadas.